# حیدر رقابی
حیدر رقابی (زاده ۱۹ آذر ۱۳۱۰– درگذشته ۲۳ آذر ۱۳۶۶)، شاعر و فعال سیاسی ایرانی و متخلص به «هاله» است.

## زندگی‌نامه
حیدر رقابی یا حیدرعلی رقابی در ۱۹ آذر ۱۳۱۰ به دنیا آمد. پدرش باجناغ محمدحسن شمشیری از هواداران دکتر مصدق بود و مادرش با مادر بیژن ترقی، ترانه‌سرای معروف، دختر عمو بود. او خود نیز از نوجوانی هواخواه جبهه ملی ایران بود و در جنبش ملی شدن نفت فعال بود. حیدر رقابی استعداد ترانه‌سرایی داشت و در شعر «هاله» تخلص می‌کرد. اما آوازه ش بیش‌تر از هر چیز به سبب ترانه مرا ببوس با صدای حسن گل‌نراقی است.
«بیژن ترقی» دربارهٔ نسبت خود با «حیدر رقابی»، و همچنین چگونگی سرودن شعر و اجرای «مرا ببوس» می‌گوید: «رقابی طبعی حماسی و مبارزه‌جو داشت و خیلی زود در ردیف طرفداران دکتر مصدق و جبهه ملی درآمده، پیوسته در کنار سیاسیون، استعداد شاعری را به کار منظومه‌های وطنی و حماسی گرفته، با شور و هیجان در میتینگ‌ها با صدایی رسا و کلماتی آتشین اشعار خود را از پشت بلندگوها به گوش هم‌رزمان خود می‌رساند.»

## فعالیتهای سیاسی
ناصر انقطاع سردبیر سابق روزنامه صبح ایران می‌نویسد:
حیدر رقابی (هاله) را که پیش از ۲۸ مرداد سازمان «سربازان جبهه ملی» را رهبری می‌کرد، و ملت‌گرایی تندرو بود، به سمت مسئول کمیته نهضت مقاومت ملی دانشگاه تهران برگزیده شد.
هاله در اثر فعالیتهای خود در نهضت مقاومت ملی به زندان می‌افتد. او که مسئول کمیتهٔ تشکیلات نهضت مقاومت ملی دانشگاه تهران در سالهای ۳۲ و ۳۳ و ۳۴ بود با وساطت شمشیری از زندان آزاد می‌شود با این شرط که ایران را ترک نماید.

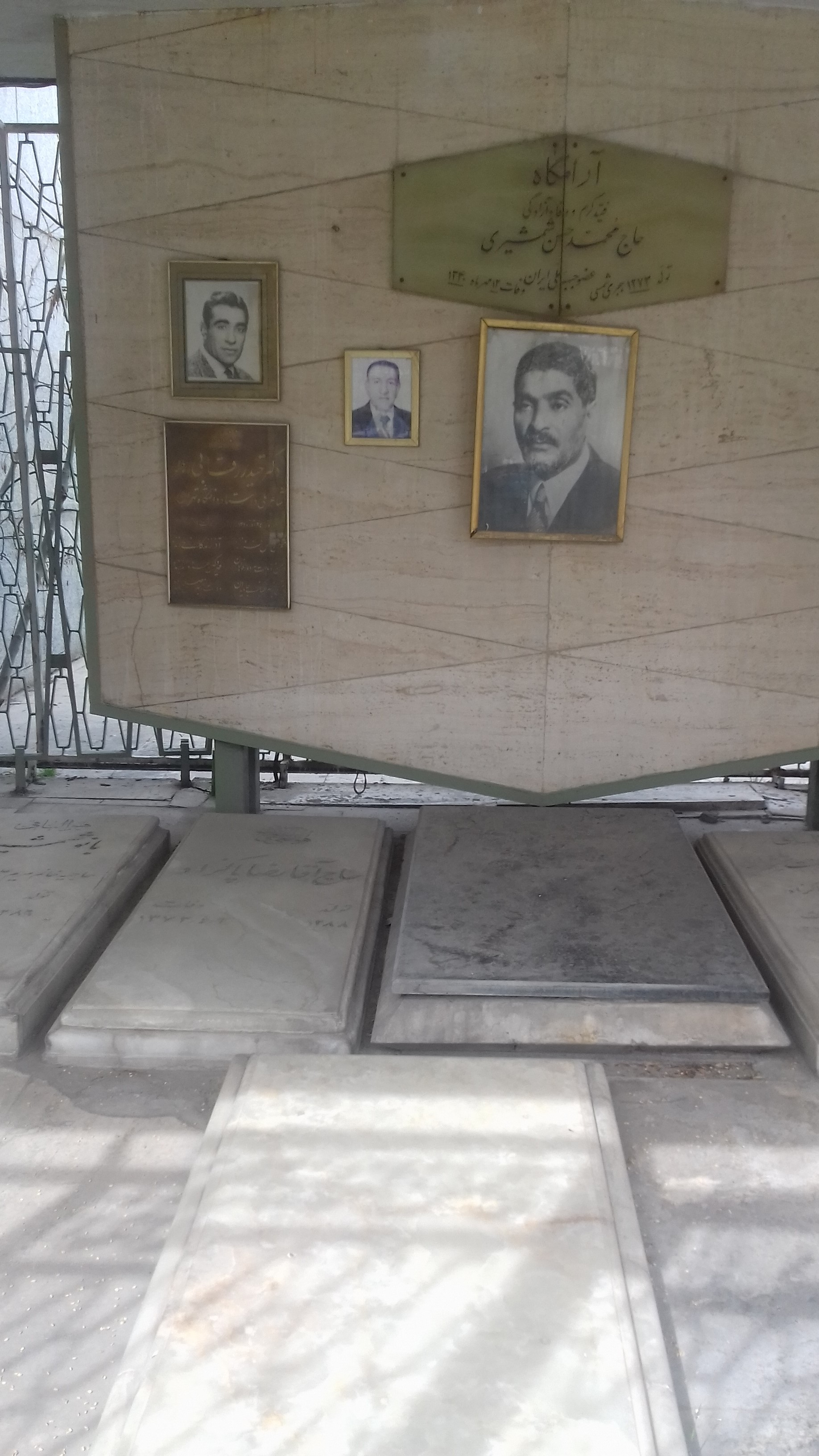
مزار حیدر رقابی در مجاور قبر محمد حسن شمشیری در گورستان ابن بابوی

## فعالیت‌های خارج از کشور
رقابی پس از آزادی از زندان در سال ۱۳۳۴ از ایران رفت و در کشور آمریکا در دانشگاه کلمبیا در رشتهٔ حقوق بین‌الملل مشغول به تحصیل شده و توانست در رشته حقوق مدرک لیسانس و فوق‌لیسانس را اخذ نماید، ولی به دلیل فعالیت های سیاسی و مخالفت با حکومت پس از کودتای ۲۸ مرداد با سفارت ایران در آمریکا درگیر شد و زمانی که کارشکنی‌های سفارت عرصه را بر او تنگ کرد، به‌ناچار به آلمان رفت و دورهٔ دکترای فلسفه را در دانشگاه برلین گذراند. او در برلین به فعالیت های سیاسی خود ادامه داده و «سازمان دانشجویان ملی» را پایه‌ریزی و هفته‌نامه‌ای ۴ صفحه‌ای به‌نام «پیشوا» را منتشر کرد. ( پیشوا نامی بود که دکتر حسین فاطمی به مصدق داده بود) حیدر رقابی از دوستان نزدیک خسرو قشقایی عضو جبهه ملی ایران بود. در سال‌های آغازین دهه ۴۰ که خسرو قشقایی نشریه باختر امروز را در آلمان منتشر می‌کرد، حیدر رقابی نیز همراه خسرو قشقایی بود. (باختر امروز نشریه دکتر حسین فاطمی در دوران ملی شدن نفت بود).
پایان‌نامه‌ای که رقابی برای گذراندن آزمایش دکتری خود نوشت عنوان «مکتب انقلابی ملت‌ها» داشت و در آن پیش‌بینی کرده بود که سرانجام دو آلمان خاوری و باختری دوباره به هم خواهند پیوست. «ویلی برانت» صدراعظم آلمان، این پایان‌نامه را به‌صورت کتابی با هزینهٔ خود چاپ کرد. دکتر «حیدر رقابی» سپس از آلمان، دوباره به آمریکا بازگشت و در دانشگاه‌های این کشور با سمت استادی به تدریس «حقوق بین‌الملل» پرداخت.
حیدر رقابی پس از انقلاب بهمن ۱۳۵۷، بعد از ۲۴ سال دوری از میهن، به ایران بازگشت و به تدریس در دانشگاه مشغول شد ولی پس از انقلاب فرهنگی مانع از ادامه کار او در دانشگاه شدند.
ده سال بعد از این بازگشت، به دلیل بیماری سرطان طحال در بیمارستان (UCLA) کالیفرنیا بستری شد. با وخامت حالش، و با توسل به برادرش جهانگیر رقابی، در آخرین روزهای زندگی دوباره به ایران بازگشت و ۲۳ آذر ۱۳۶۶ در تهران درگذشت. مدفن او در گورستان «ابن بابویه» در شهر ری است.

## شعر مرا ببوس
عبدالرحیم جعفری، مدیر وقت انتشارات امیرکبیر در خاطرات خود می‌نویسد: «اوایل سال ۱۳۲۹ در کوران مبارزات مردم و دولت و احزاب چپ و راست، با جوان پرشوری آشنا شدم به نام «حیدرعلی رقابی» که از خویشان «بیژن ترقی» مدیر «کتابفروشی خیام» بود. ملی‌گرایی بود شوریده و شیفته دکتر «محمد مصدق». جوانی بود فروتن و مؤمن و معتقد، و در مبارزات ملی سخت فعال. دفتر شعری داشت که آن را در هزار نسخه به نام «آسمان اشک» چاپ کردم. در این دفتر قطعه شعری بود با عنوان «مرا ببوس» که بعدها «مجید وفادار»، ویولنیست معروف برای این شعر آهنگی ساخت. اجرای این ترانه از رادیو ایران اقبال عام یافت، و برحسب خواهش شنوندگان به دفعات از رادیو ایران پخش شد.»
در دانشنامه ایرانیکا آمده: هنگامی که رقابی پیش از خروج از کشور دوست خود وفادار را برای آخرین بار دید وفادار از او خواست شعری برای موسیقی که اخیراً ساخته بنویسد. رقابی شروع به نوشتن کرد و وعده داد قبل از خروج از کشور آن را به پایان برساند. پس از آن که واپسین شب را با دوست دختر خود به صبح رساند، از فرودگاه زنگ زد و شعری که سروده بود را برای وفادار دیکته کرد که سرشار از کلمات پرشور و پراحساس بودند.
مرا ببوس، مرا ببوس
برای آخرین بار، تو را خدا نگهدار، که می‌روم به سوی سرنوشت
بهار ما گذشته، گذشته‌ها گذشته، منم به جستجوی سرنوشت
در میان توفان هم‌پیمان با قایقران‌ها
گذشته از جان باید بگذشت از توفان‌ها
به نیمه شب‌ها دارم با یارم پیمان‌ها
که بر فروزم آتش‌ها در کوهستان‌ها